# تزامن (حوسبة)

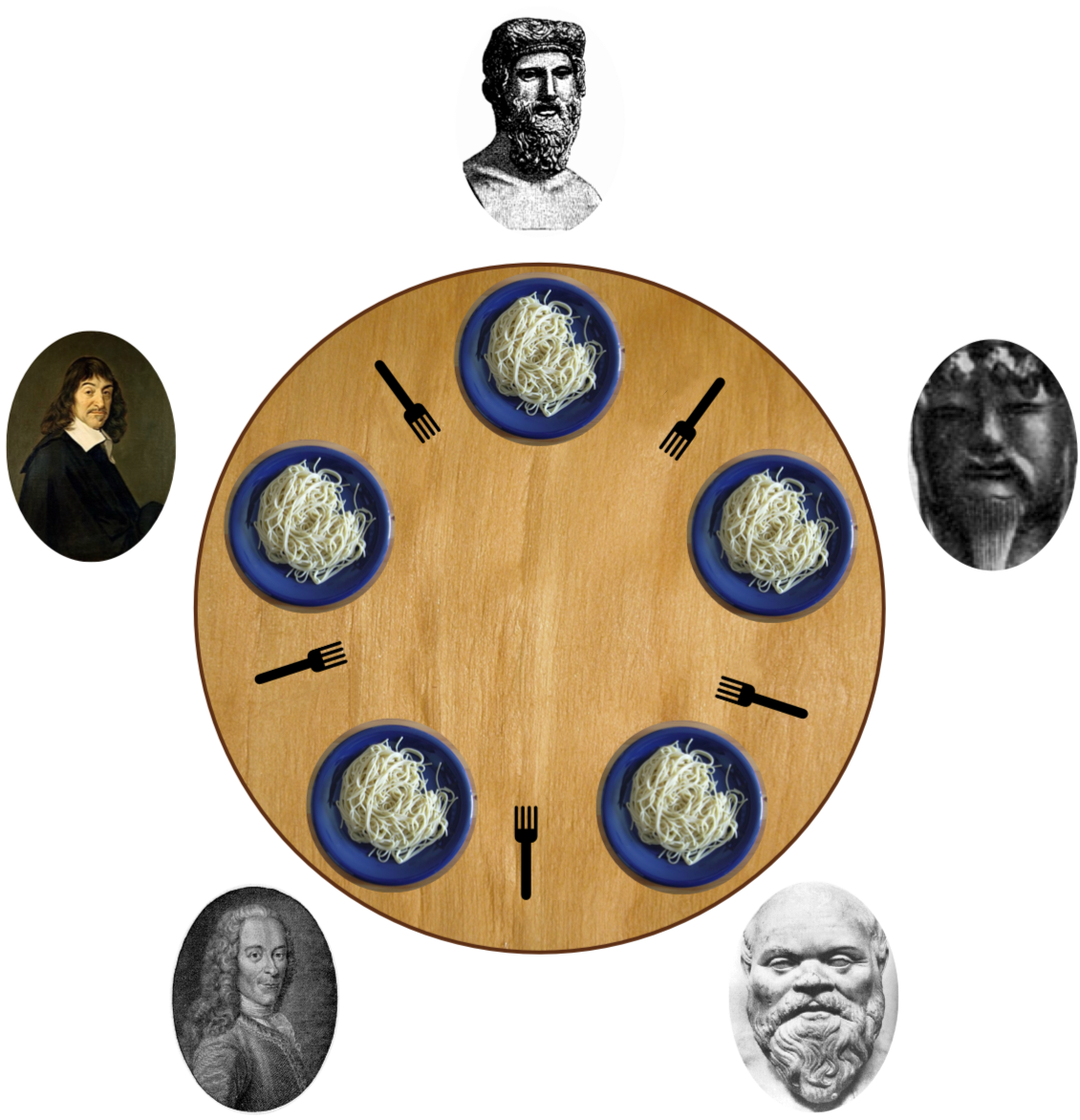

التزامن، في علوم الحاسوب، يشير إلى أحد من المفهومين المتميزين ولكن على صلة : تزامن العمليات وتزامن البيانات. تزامن العمليات تشير إلى فكرة أن عمليات متعددة تسعى للانضمام أو المصافحة عند نقطة معينة، وذلك للتوصل إلى اتفاق أو إلى القيام بسلسلة معينة من العمل. تزامن البيانات تشير إلى فكرة حفظ نسخ متعددة من مجموعة بيانات في التماسك مع بعضها البعض، أو للحفاظ على سلامة البيانات. ويشيع استخدام أوليات التزامن لتنفيذ عملية تزامن البيانات.